# Amnésie, l'énigme James Brighton
Pour plus de détails, voir Fiche technique et Distribution.
Amnésie, l'énigme James Brighton (Amnesia: The James Brighton Enigma) est un film dramatique canadien réalisé par Denis Langlois, sorti le 30 septembre 2005.
Ce film, écrit sur un scénario du réalisateur en collaboration avec Bertrand Lachance, est inspiré d'un fait divers et a remporté le prix du meilleur long métrage au Festival Inside Out à Toronto l'année suivante.

## Synopsis
En plein parking du Vieux-Montréal en 1998, sur une palette se trouve un homme nu et amnésique qui croit s'appeler James Brighton et surtout être gay. Grâce à l'organisme S.O.S. Gay qui l'aide à trouver sa véritable identité, il devient un personnage important puisqu'il passe partout, à la télévision, dans les journaux... Aussitôt, au bout de trois mois, il sera arrêté pour usurpation d'identité bien que son frère, ministre pentecôtiste du Tennessee, l'ait identifié à la suite d'un reportage…
Sylvie, étudiante en criminologie, s'intéresse à l'histoire de cet amnésique et tente de découvrir sa propre identité.

## Fiche technique
- Titre : Amnésie, l’énigme James Brighton
- Titre original : Amnesia: The James Brighton Enigma
- Titre québécois : Amnésie, l’énigme James Brighton
- Réalisation : Denis Langlois
- Scénario : Denis Langlois, en collaboration avec Bertrand Lachance
- Musique : Peter Xirogiannis
- Direction de la photographie : Larry Lynn
- Chef de montage : Denis Langlois
- Son : François Guérin
- Directrice artistique : Geneviève Blais
- Costumes : Corinne Montpetit
- Producteurs : Denis Langlois et Bertrand Lachance
- Société de la production : Les productions Castor & Pollux Inc.
- Distribution : K-Films Amérique
- Genre : Drame
- Budget : 871 592 de dollars
- Formats : couleur, tourné en DVC-Pro 50, transféré en 35 mm
- Durée : 90 minutes
- Langue : française et anglaise
- Pays : Canada
- Sortie : 
  -  Canada : 30 septembre 2005

## Distribution
- Dusan Dukic : James Brighton / Matthew Honeycutt
- Karyne Lemieux : Sylvie
- Norman Helms : Félix Blain
- Louise Laprade : Geneviève Marler
- Steven Turpin : James Brighton, le vrai
- Matt Holland : Bob Williams
- Bruce Ramsay : Carl Honeycutt
- Mariah Inger : Bobbie
- Henri Pardo : Dominique
- Eric Cabana : Inspecteur Christian Leclerc
- L. Kalo Gow : La tante de Matthew Honeycutt

## Lieux de tournage
Amnésie, l’énigme James Brighton est entièrement tourné à Montréal, Québec au Canada.

## Distinctions
Amnésie, l’énigme James Brighton a remporté le Prix du Meilleur long métrage au Festival Inside Out à Toronto en 2006. Il a aussi remporté le Prix du Public du Meilleur long métrage au Festival de Cine Llamale H de Montevideo, Uruguay, en 2008.